# Предменструальный синдром
Предменструа́льный синдро́м (ПМС), также синдром предменструального напряжения, предменструальная болезнь, циклический синдром — сложный, циклический симптомокомплекс, возникающий у некоторых женщин в предменструальные дни (за 2—10 дней до менструации) и характеризующийся психоэмоциональными, вегетососудистыми и обменно-эндокринными нарушениями, которые, в свою очередь, негативно сказываются на привычном для женщины образе жизни.
Определённую роль в проявлении симптомов ПМС играют провоцирующие факторы, такие как роды и аборты, нервно-психические стрессы, инфекционные заболевания. Точная причина развития циклического синдрома до сих пор неизвестна.
Главной целью лечения предменструального синдрома является нормализация функций одного из отделов головного мозга — гипоталамуса, а также устранение сопутствующих женских заболеваний, инфекций и токсикоза. Основными методами лечения симптомокомплекса являются фармакотерапия, гормональная терапия и немедикаментозное лечение.

## Историческая справка
На сегодняшний день точно неизвестно, когда возникли учения о предменструальном синдроме. Ещё римский врач Соран Эфесский предполагал, что недомогания женщины до менструации зависят от местности, где проживает женщина, а античный медик Гален говорил о связях болезненного состояния женщин за несколько дней до циклических кровотечений с фазами Луны. Однако первые научные исследования о цикличности колебаний некоторых физиологических параметров были сделаны российскими учёными Александром Репревым и Дмитрием Оттом. В 1931 году Роберт Франк в своей статье «Гормональные причины предменструальной напряжённости» (англ. The hormonal causes of premenstrual tension) дал официальное определение этому состоянию — «предменструальная напряжённость» (англ. premenstrual tension), а также сформулировал и объяснил некоторые из причин физиопсихических нарушений. По его мнению, часть исследованных им симптомов обусловлена снижением сывороточного уровня прогестерона. Через 10 лет Льюис Грэй описал психосексуальные расстройства женщины во время ПМС. С того времени данное заболевание считается нозологической единицей, вошедшей в классификацию болезней 10-го пересмотра Всемирной организацией здравоохранения.
С течением времени внимание к проблеме этого симптомокомплекса возрастает. Это можно объяснить увеличением частоты заболевания и социально-экономическими аспектами, так как примерно в 5 % случаев симптомы носят ярко выраженный характер и являются причиной снижения работоспособности и уровня семейной и социальной адаптации.
По гипотезе австралийского биолога Майкла Гиллингса, объясняющей целесообразность существования предменструального синдрома (ПМС) с точки зрения естественного отбора, при этом предшествующем менструации нервозном и раздражительном состоянии повышаются шансы на расставание женщины с бесплодным партнёром, что является эволюционным преимуществом, благодаря которому ПМС сохранился в популяции.

## Классификация
В современной медицине выделяют следующие клинические формы предменструального синдрома.
- Нервно-психическая — при данной форме преобладают такие симптомы как: раздражительность, депрессия, слабость, плаксивость, агрессивность. У молодых женщин преобладает депрессия, а у женщин в перименопаузальном возрасте определяется агрессивность[11].
- Отёчная — данная форма характеризуется развитием выраженного нагрубания и болезненности молочных желёз, отёчностью лица, голеней, пальцев рук. У многих женщин отмечается потливость, повышенная чувствительность к запахам[11].
- Цефалгическая — характеризуется развитием пульсирующей головной боли с иррадиацией в глазные яблоки. Головные боли обычно сопровождаются появлением тошноты, рвоты. Артериальное давление при этом не изменяется. Примерно у трети больных с данной формой отмечаются депрессия, боль в области сердца, повышенная потливость, онемение рук[11].
- Кризовая — характеризуется симпатико-адреналовыми кризами. Кризы начинаются с повышения артериального давления, затем возникает чувство сдавления за грудиной, страх смерти, чувство учащённого сердцебиения. Обычно кризы чаще всего возникают в вечернее время или ночью и могут быть вызваны стрессовыми ситуациями, усталостью, инфекционными заболеваниями. Кризы часто могут заканчиваться обильным мочеотделением[11].
- Атипичная[3].

Помимо этого, предменструальный синдром подразделяют на стадии:
- компенсированная (симптомы на стадии с возрастом не прогрессируют и с наступлением менструации прекращаются);
- субкомпенсированная (тяжесть предменструального синдрома на данной стадии с возрастом усугубляется, а симптомы исчезают лишь по прекращении менструации);
- декомпенсированная (на этой стадии симптомы предменструального синдрома продолжаются в течение нескольких дней после прекращения менструации, а промежутки между их прекращением и появлением сокращаются).

В зависимости от выраженности клинических признаков ПМС подразделяют на лёгкую и тяжёлую степени.

## Факторы риска
На сегодняшний день можно выделить следующие основные факторы риска развития предменструального синдрома:
- европеоидная раса;
- проживание в крупных городах;
- занятие интеллектуальным трудом;
- наличие проявлений ПМС у однояйцевой сестры-близнеца;
- поздний репродуктивный возраст;
- наличие стрессов и депрессий;
- частые беременности или, наоборот, их отсутствие;
- выкидыши или аборты;
- токсикоз беременных;
- наличие побочного действия при приёме комбинированных оральных контрацептивов;
- гинекологические операции;
- воспалительные заболевания органов половой системы;
- генитальный кандидоз;
- черепно-мозговые травмы;
- нейроинфекции;
- другие нейроэндокринные заболевания;
- недостаточная физическая активность;
- несбалансированность питания.

## Эпидемиология
Частота предменструального синдрома полностью зависит от возраста: чем старше — тем частота больше, она колеблется от 25 до 90 %. В возрасте от 19 до 29 лет предменструальный синдром наблюдается в 20 % случаев, после 30 лет синдром встречается примерно у каждой второй женщины. После 40 лет частота достигает 55 %. Были также зарегистрированы случаи, когда предменструальный синдром наблюдался сразу по наступлении менархе. Помимо этого, чаще предменструальный синдром наблюдается у эмоционально лабильных женщин с недостатком массы тела и интеллектуальными нагрузками. Определённую роль в проявлении симптомов циклического синдрома играют провоцирующие факторы, такие как роды и аборты, нервно-психические стрессы, инфекционные заболевания. Чаще предменструальный синдром встречается при нарушениях центральной нервной системы, желудочно-кишечного тракта, а также сердечно-сосудистой системы и может наблюдаться как при овуляторном цикле (цикл, при котором характерен выход яйцеклетки из яичника в полость тела), так и при ановуляторном (цикл, при котором отсутствует выход яйцеклетки).

## Этиология и этиопатогенез

### История
Поиск причин возникновения предменструального синдрома и предменструального дисфорического расстройства начался в 1931 году. Самой первой сложившейся теорией генеза предменструального синдрома является гормональная, основоположником которой является Роберт Франк. Он предложил термин «предменструальное напряжение». Основными этиологическими факторами были названы эстрогензависимое увеличение активности ренинангиотензин-альдостероновой системы, дисфункция гипоталамо-гипофизарнояичниковой системы (проявляющаяся, недостаточностью лютеиновой фазы) и нарушение процессов возбуждения и торможения в ЦНС. Роберт Франк предположил, что предменструальный синдром обусловлен нарушением соотношения эстрогенов и прогестерона в лютеиновой фазе менструального цикла. Избыток первого гормона и недостаток второго способствует развитию таких симптомов, как, например, головная боль, адинамия, повышенная утомляемость, снижение диуреза. Объясняется это тем, что большое количество эстрогенов вызывает гипогликемию, что характеризуется чувством усталости, а недостаток прогестерона приводит к задержке жидкости в организме. Основным положением гормональной теории является тезис: «предменструальный синдром не существует без овариальной активности», то есть предменструальный синдром не может возникнуть до полового созревания, после менопаузы, в период беременности и у женщин, у которых отсутствуют яичники.

### Этиопатогенетические механизмы
В настоящее время этиопатогенетические механизмы синдрома недостаточно изучены. Существует множество гипотез, объясняющих появление симптоматики предменструального синдрома, однако на данный момент чёткого патофизиологического и биохимического обоснования её возникновения и развития нет. Сегодня учёными рассматриваются несколько теорий этиологии предменструального синдрома:
- гормональная;
- аллергическая;
- теория «водной интоксикации»;
- теория гиперадренокортикальной активности и увеличения альдостерона[5];
- теория психосоматических нарушений[10].

Структура молекулы прогестерона

В настоящее время имеются работы, которые доказывают, что гормональный фон женщины при предменструальном синдроме не изменяется (например, труд Оеттеля 1999 года). В связи с этим, можно предположить, что предменструальный синдром развивается не только от дефицита прогестерона, но и от особенностей его метаболизма в ЦНС. При нормальном метаболизме прогестерон способен образовывать аллопрегнанолон, который стимулирует ГАМК-А рецепторы, а также повышает активность хлоридных ионных канальцев нейронных мембран, обеспечивая седативный эффект. При нарушениях метаболизма прогестерона в ЦНС гормон образует прегнанолон, который является антагонистом А- и В-ГАМК рецепторов, наличие которых может объяснить клинические проявления ПМС. Также прегнаналон может вызвать депрессию, часто встречающуюся при предменструальном синдроме. Помимо этого, в гормональной теории возникновения предменструального синдрома рассматриваются изменения содержания андрогенов (таких как тестостерон, андростендион и др.), кортикостероидов, а также гиперпродукция задней и средней долей гипофиза.
Согласно аллергической теории, предменструальный синдром является результатом гиперчувствительности к эндогенному прогестерону. Доказать её сущность можно с помощью положительной внутрикожной пробы с половыми стероидными гормонами в лютеиновую фазу менструального цикла.
Теория «водной интоксикации» гласит о том, что задержка жидкости у больных предменструальным синдромом обуславливается нейроэндокринными нарушениями, например, изменениями в системе «ренин-ангиотензин-альдостерон». Предполагается, что повышение секреции адренокортикотропного гормона гипофизом под влиянием стресса, а также высоких уровней гормонов серотонина и ангиотензина II влияет на увеличение образования альдостерона. Ангиотензиноген, в свою очередь, секретируется печенью под влиянием эстрогенов, а ренин является ферментом, превращающим ангиотензиноген в ангиотензин.
Теория гиперадренокортикальной активности и увеличения альдостерона строит гипотезу о том, что эстрогены способны увеличивать уровень ренина в плазме крови, посредством увеличения ангиотензиногена печенью, в связи с чем увеличивается активность гормонов ренин и ангиотензин II, что приводит к избытку альдостерона. В свою очередь прогестерон увеличивает активность ренина, вследствие чего увеличивается секреция и выведение альдостерона. Так, при альдостеронизме в почечных канальцах происходит обратное всасывание натрия, в ходе которого теряется калий и кальций, а также накапливается жидкость в тканях, а прогестерон — антагонист альдостерона, а значит, при его недостаточности возможно развитие явления вторичного гиперальдостеронизма.
Наиболее современной теорией генеза предменструального синдрома является теория «нарушения обмена нейромедиаторов в ЦНС». Согласно данной гипотезе, предменструальный синдром можно рассматривать как функциональное расстройство центральной нервной системы из-за действия внешних факторов на фоне врождённой или же приобретённой лабильности гипоталамо-гипофизарноовариальной системы.
В последние годы в патогенезе предменструальный синдром значительное внимание начали уделять пептидам интермедиальной доли гипофиза: меланостимулирующему гормону. Данный гормон под оказываемым влиянием половых стероидов и при взаимодействии с эндорфином может способствовать изменениям настроения. Эндорфины также могут быть причиной изменения настроения, поведения, повышения аппетита и чувства жажды. В отдельных случаях результатом вызванного эндорфинами увеличения уровней пролактина, вазопрессина и ингибирующего влияния их на действие простагландина Е, могут быть нагрубание молочных желёз, запоры, задержка жидкости в организме и метеоризм.
Помимо всего прочего, развитие предменструального синдрома может быть связано с наличием авитаминоза в лютеиновую фазу менструального цикла.

## Гормональный фон женщины

Структура молекулы эстрадиола

Стероидогенез — биологический процесс, характеризующийся образованием стероидов из холестерина и превращением в другие стероиды. Эстрогены и прогестерон являются одними из продуктов стероидогенеза

Менструальные циклы женщины непосредственно связаны с яичниками и, соответственно, с эстрогенами. Самый активный гормон группы эстрогенов — эстрадиол, синтезирующийся в фолликулах, два остальных эстрогена, являющихся производными эстрадиола, синтезируются ещё в надпочечниках и плаценте. В период менструального цикла эти гормоны индуцируют пролиферацию эндометрия и эпителия влагалища, а также усиление секреции слизи цервикальными железами. Помимо этого, секреция эстрогенов стимулирует проявление вторичных половых признаков у женщин, увеличение молочных желёз в период беременности, синтез ряда транспортных белков и регулирует лютеинизирующий гормон и гонадолиберин.
Прогестерон, в свою очередь, вырабатывается жёлтым телом яичника, плацентой и надпочечниками. Он образуется во второй половине менструального цикла, действуя на эндометрий и индуцируя секрецию слизи. Также как и эстроген, прогестерон отвечает за увеличение молочных желёз женщины во время беременности. Кроме того, этот гормон выполняет функцию сдерживания сократительных мышц матки, а его применение с 5 по 25 дни менструального цикла может затормозить овуляцию.

## Клиническая картина
Клиническая картина предменструального синдрома характеризуется своим симптоматическим многообразием. Она включает в себя:
- психоэмоциональные симптомы (например, раздражительность, депрессия, плаксивость);
- симптомы вегетососудистых нарушений (головная боль, тошнота, рвота, боли в сердце);
- симптомы, отражающие обменно-эндокринные нарушения (нагрубание молочных желёз, отёки, зуд, повышение температуры тела и др.).

В зависимости от преобладания тех или иных симптомов выделяют четыре основных клинической формы болезни: нервно-психическая, отёчная, цефалгическая и кризовая. Помимо этого, в зависимости от количества, длительности и интенсивности симптомов во время ПМС различают лёгкую и тяжёлую формы течения заболевания. К лёгкой форме ПМС относят состояние, при котором наблюдается 3—4 симптома за 2—10 дней до менструации, а к тяжёлой форме относят состояние, которому характерно проявление 5—12 симптомов за 3—14 дней до начала менструации. Также выделяют три стадии синдрома: компенсированную, субкомпенсированную и декомпенсированную.
Клиника нервно-психической формы ПМС выражена такими симптомами, как раздражительность, депрессия, слабость, агрессивность, плаксивость, а также повышенная чувствительность к запахам и звукам, онемение конечностей, нагрубание молочных желёз и метеоризм. Отмечено, что если у молодых женщин при данной форме предменструального синдрома преобладает депрессия, то в переходном возрасте превалирует агрессивность. Нервно-психическая форма занимает первое место по распространённости среди других форм, она наблюдается примерно у 43,3 % больных женщин. Средний возраст пациенток с данной формой ПМС составляет 33±5 года. В раннем репродуктивном возрасте данная форма регистрируется у 18 %, в активном репродуктивном — у 69 %, в позднем — у 40 % страдающих предменструальным синдромом.
В клинической картине отёчной формы ПМС преобладает болезненность молочных желёз, отёчность лица и конечностей, вздутие живота, зуд кожи, а также потливость и слабость. У большинства женщин с ПМС в лютеиновую фазу наблюдается задержка жидкости до 500—700 мл. Отёчная форма предменструального синдрома занимает третье место по распространённости среди других форм циклической болезни, уступая нервно-психической и цефалгической (встречается у 20 % женщин). Данная форма ПМС является наиболее распространённой у женщин раннего репродуктивного возраста (≈ 46 %), а реже всего отёчная форма встречается у женщин активного репродуктивного возраста (≈ 6 %).
Клинической картине цефалгической формы предменструального синдрома характерны головные боли, раздражительность, тошнота, рвота, головокружение, повышенная чувствительность к запахам и звукам, депрессии, боли в сердце, нагрубание молочных желёз, онемение рук, потливость. Головная боль при данной форме болезни пульсирующая, дёргающая и начинается в височной доле. Цефалгической форме ПМС характерно тяжёлое течение с постоянными рецидивами. По распространённости данная форма занимает второе место и встречается примерно у 20 % страдающих синдромом женщин. Наиболее часто наблюдается у больных раннего и позднего репродуктивного возраста (≈ 32 % и 20 %, соответственно).
При кризовой форме ПМС ярко выражены симпатоадреналовые кризы, которые начинаются с повышения артериального давления, появления страха смерти, чувства сдавления груди, онемения конечностей. Кризы, как правило, возникают вечером или ночью и заканчиваются обильным мочеотделением. Такие кризы могут быть результатом продолжительных стрессов, усталости, инфекций. Данная форма — наиболее тяжёлое проявление предменструального синдрома, однако наименее распространённое. Всего у 4 % больных женщин раннего репродуктивного возраста наблюдается кризовая форма ПМС, у 12,5 % больных активного фертильного возраста и у 20 % позднего.
Однако помимо этих основных четырёх форм предменструального синдрома, существует атипичная форма, включающая в себя гипертермическую, гиперсомническую формы, офтальмоплегическую форму мигрени, а также циклические аллергические реакции. Гипертермической форме характерно повышение температуры тела во вторую фазу и её снижение с началом менструации, гиперсомнической форме — сонливость в эту фазу менструального цикла. Офтальмоплегическая форма мигрени характеризуется односторонним закрытием глаза, а также гемипарезом в лютеиновую фазу. Циклические аллергические реакции включают в себя язвенный гингивит и стоматит, рвоту, бронхиальную астму, иридоциклит, менструальную мигрень.
На сегодняшний день известно более 200 симптомов предменструального синдрома, однако наиболее распространёнными считаются раздражимость, напряжённость и дисфория.
Показано, что симптомы предменструального синдрома более выражены, если в крови женщины содержится больше С-реактивного белка (HS-CRP), уровень которого повышается при воспалении.

## Диагностика
В связи с тем, что симптомов ПМС насчитывается огромное количество, в диагностике заболевания имеются некоторые трудности. Основой проведения диагностики является цикличность патологических симптомов, возникающих за несколько дней до менструации. Женщины, страдающие этим синдромом, зачастую обращаются к специалистам разных профессий в зависимости от преобладания тех или иных симптомов, однако иногда врачи, не подозревая у пациентки ПМС, считают лечение этих симптомов положительным, хотя такой же эффект будет и без лечения сразу по начале первой фазы менструального цикла, а с наступлением через месяц лютеиновой фазы отмечается только ухудшение состояния больной.
Нередко установлению диагноза помогает ведение женщиной своеобразного дневника, в котором ежедневного в течение всего менструального цикла отмечаются все симптомы. Помимо этого, необходимо проведение электроэнцефалограммы и реоэнцефалографии сосудов головного мозга, определение пролактина, ПГЕ2, прогестерона в крови до и во время менструации. В зависимости от тяжести заболевания и возраста больной также оценивают состояние центральной нервной системы, уточняют уровни поражения головного мозга с помощью рентгенологических и нейрофизиологических исследований.
При нервно-психической форме ПМС необходимо проконсультироваться у невролога и психиатра, которые, как правило, назначают проведение ЭЭГ, РЭГ и краниографию. При отёчной форме необходимо следить за диурезом и количеством выпитой жидкости в течение 3—4 дней до и во время менструации (в нормальном состоянии жидкости выделяется на 300—400 мл больше, чем выпивается). При данной форме циклического синдрома возможно назначение маммографии, также определяют показатели остаточного азота и креатинина, исследуют выделительную функцию почек. При цефалгической форме предменструального синдрома наблюдаются изменения костей свода черепа и турецкого седла, в связи с чем проводят их рентгенографию, выполняется ЭЭГ, РЭГ, изучается состояние глазного дна. Рекомендуется проконсультироваться у невропатолога, окулиста и аллерголога. При кризовой форме ПМС измеряется диурез, количество выпитой жидкости и артериальное давление. Проводится ЭЭГ, РЭГ сосудов головного мозга, краниография.

### Дифференциальная диагностика
Дифференциальную диагностику патологических симптомов предменструального синдрома необходимо проводить с хроническими заболеваниями, характеризующимися ухудшением состояния в лютеиновую фазу менструального цикла:

| - хроническими заболеваниями почек; - мигренью; - психическими заболеваниями; - опухолями головного мозга; | - арахноидитами - кризовой формой гипертонической болезни; - пролактин-секретирующей аденомой гипофиза; - феохромоцитомой. |

При этих заболеваниях от назначенной терапии против симптомов ПМС улучшения самочувствия наблюдаться не будет.

## Лечение
Главной целью лечения предменструального синдрома является нормализация функций гипоталамуса, дегидратация, а также устранение сопутствующих женских заболеваний, инфекций и токсикоза. Лечение ПМС зависит от тяжести течения синдрома, начальный курс которого длится около одного года. Улучшения состояния можно добиться только путём трёхмесячного цикла терапии с перерывом в 2—3 месяца, а при появлении рецидива курс лечения необходимо вновь продолжить. Основными методами лечения предменструального синдрома являются фармакотерапия, гормональная терапия и немедикаментозное ненаучное лечение (акупунктура, физиотерапия и др.).
При положительном эффекте от проводимой терапии, рекомендуется профилактическое поддерживающее лечение, включающее витаминные препараты и транквилизаторы.

### Фармакотерапия
Основной целью фармакотерапии ПМС является облегчение симптомов, присутствующих почти у 80 % женщин. На практике ПМС не вылечивается, так как является хроническим заболеванием с длительным и циклическим течением, но применение некоторых препаратов, таких как фитопрепараты, психотропы, антиоксиданты, микроэлементы и некоторые другие поможет снять симптомы и улучшить качество жизни женщины.
Фармакологический метод, безусловно, должен протекать с правильно дозированной физической нагрузкой, полноценным сном и отдыхом, а также правильным питанием. Организм женщины следует поддерживать следующими препаратами:
- нейролептики;

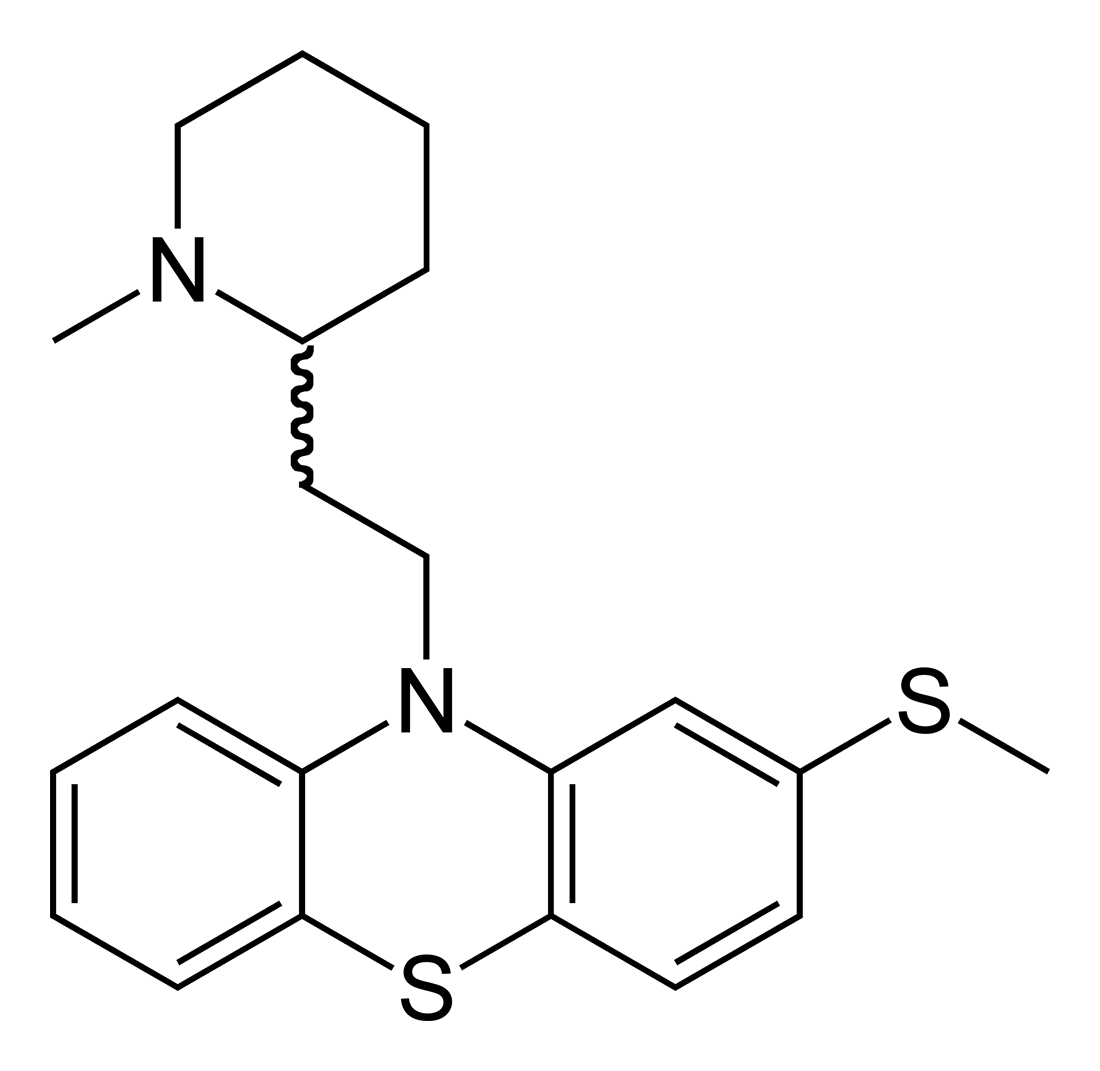
Структурная формула тиоридазина

- кальций и витамин B6, влияющие на эндокринную систему, которые, в свою очередь, приносят облегчение и уменьшают повышенную агрессивность и депрессивность;
- препараты, оказывающие ангиопротекторное действие (витамины C, A, E, принимающие участие в реакции тканевого метаболизма и микроэлементы, такие как цинк, медь, селен, осуществляющие контроль над реакциями окисления и предотвращающие появление в организме токсических продуктов);
- препараты, обладающие психотропными и седативными свойствами (группы ноотропов);
- фитопрепараты.

Нейролептик тиоридазин и транквилизатор диазепам, как правило, назначают по одной таблетке 2—3 раза в день с 14 дня менструального цикла и до начала менструации. Витамин A назначают по 35 мг, а поливитаминные препараты, такие как декамевит, назначают по 2 драже один раз в день, 5 % раствор пиридоксина по 1 мл внутримышечно в течение 20 дней. Кроме этого назначают диуретики, такие как верошпирон (по 25 мг 4 раза в день с 18 по 26 дни менструального цикла) или фуросемид (по 40 мг в сутки внутрь).

### Гормональная терапия

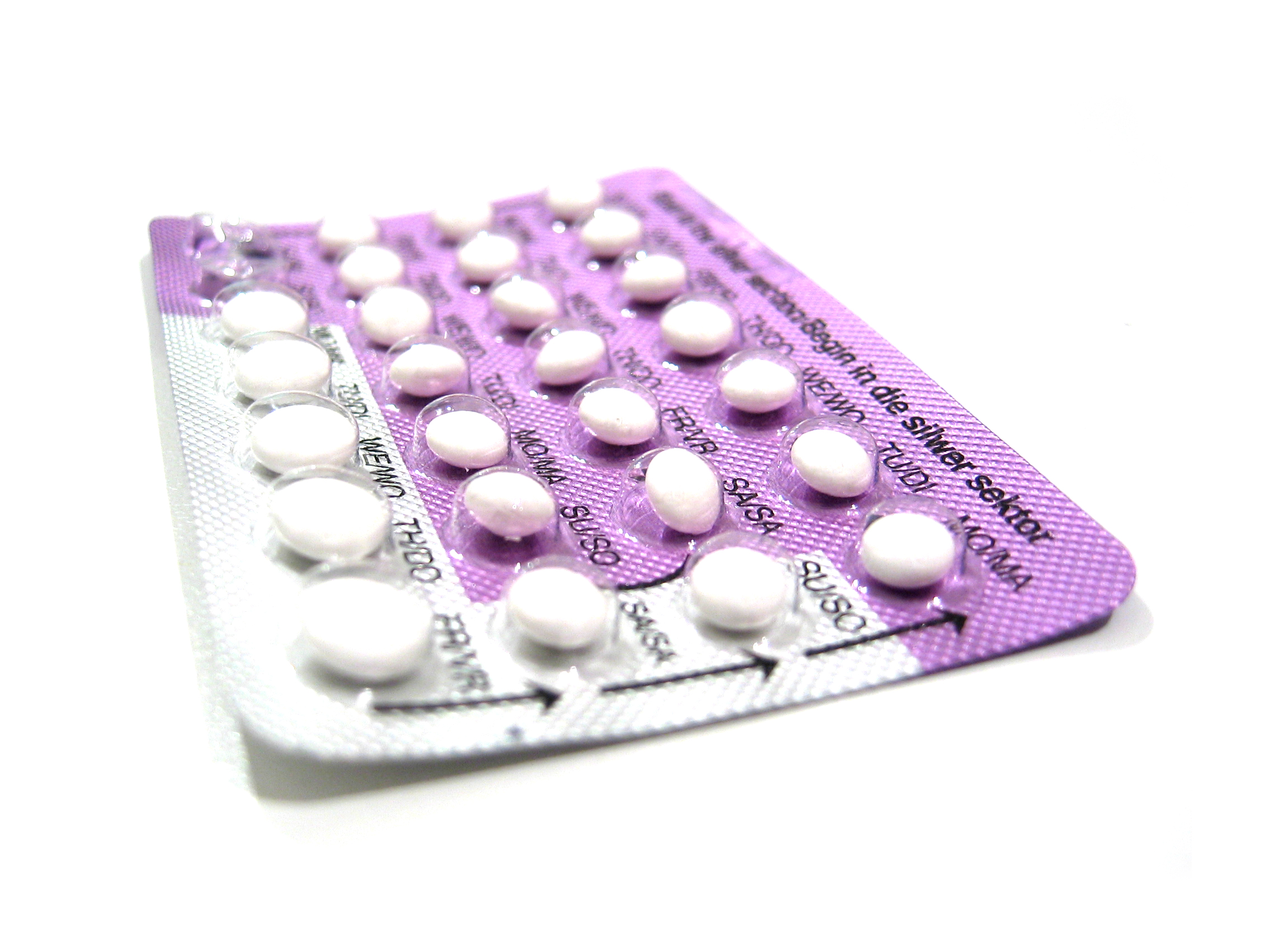
Упаковка комбинированных оральных контрацептивов

Гормональная терапия проводится при недостаточности второй фазы менструального цикла и заключается в применении гормонов, таких как прогестерон, эстроген-гестагенные препараты, бромокриптин и других. Как правило, прогестерон назначают на фоне применения диуретиков в лютеиновую фазу менструального цикла ежедневно до менструации или 17-ОПК по 1 мл 12%-го раствора внутримышечно, однако исследования, проведённые Кокрейновским Сотрудничеством, не доказали ни эффективности, ни безрезультатности применения прогестерона в лечении предменструального синдрома. Также назначается норэтистерон по 5 мг с 16 дня менструального цикла в течение 10 дней при гиперэстрогении. На декомпенсированной стадии ПМС молодым девушкам, как правило, назначают бимекурин и нон-овлон по 0,5 мг или гестагены по 5 мг. Девушкам переходного возраста гестагены назначают в сочетании с андрогенами. При ановуляции в репродуктивном возрасте или в пременопаузе в первую фазу цикла назначают эстрогены, а во вторую — гестагены с андрогенами по 10—15 мг в сутки. Применение комбинированных оральных контрацептивов (сокращённо КОКов) является довольно частым терапевтическим методом, однако для больных, у которых ПМС развился, как побочное действие КОКов их применение неуместно. Помимо этого, в гормональной терапии нередко выписывают напроксен по 250 мг 2 раза в день за несколько дней до начала менструации. Антигистаминные и антисеротониновые препараты применяют по одной таблетке до 4 раз в день. Также назначают пирацетам, аминалон и пикамилон.
При тяжёлой некомпенсированной форме предменструального синдрома у молодых женщин применяют комбинированные эстроген-гестагенные лекарственные препараты или норколут по контрацептивной схеме (начиная с 5-го дня цикла по 5 мг на протяжении 21 дня).

### Немедикаментозное лечение
Немедикаментозное лечение включает всевозможные виды массажа, бальнеотерапию, физиотерапию, а также рефлексотерапию. Помимо этого, назначают до 10 процедур эндоназального электрофореза с витаминами B1 с пятого дня менструального цикла. Сеансы рефлексотерапии проводятся через каждые 1—2 дня. В зависимости от тяжести течения заболевания план лечения может меняться. Так, при лёгких формах ПМС сначала назначается аэротерапия, бальнеотерапия, затем рекомендуется проводить гидроаэроионотерапию, общую франклинизацию, электросон, гальванизацию. После перерыва в 6—8 недель применяют курс электрофореза кальция, бальнеотерапия и санаторно-курортное лечение.

## Профилактика и прогноз

Пиридоксин — одна из форм витамина B_{6}

Профилактика предменструального синдрома заключается в изменении привычного образа жизни и витаминотерапии. Необходимо исключить стрессовые ситуации, резкие смены климата, аборты и применение комбинированных оральных контрацептивов. Положительно сказывается регулярное выполнение различных аэробных упражнений, сеансы релаксации, медитация или йога. Помимо этого, ни в коем случае нельзя злоупотреблять кофеином и алкоголем, также желательно принимать еду небольшими порциями в течение всего дня, чтобы исключить длительные периоды времени без пищи. Желательно следить за приёмом витаминов, так для профилактики раздражительности и усталости рекомендуется принимать 100 мг витамина B6, 400 мг магния и 1000 мг кальция, а витамин E может быть полезен для молочных желёз.
Прогноз при предменструальном синдроме чаще благоприятный, однако при отсутствии лечения и несоблюдении рекомендаций врача возможен рецидив заболевания. При тяжёлых формах ПМС у женщин старше 35 лет прогноз сомнительный, поэтому возможно назначение проведения хирургической операции — овариэктомии с последующим применением монотерапии эстрогенами.

## Альтернативное мнение
Сторонники ПМС как социального явления считают, что предменструальное дисфорическое расстройство (ПМДР, PMDD) и предменструальный синдром (ПМС, PMS) не связаны друг с другом. По их мнению, ПМДР имеет нейрохимические причины, а ПМС — продукт ипохондрической культуры (иными словами, культуральный синдром). Большинство исследований по ПМС и ПМДР полагаются лишь на отчёты о самочувствии. По мнению социолога Carol Tavris, среди западных женщин распространено социально обусловленное ожидание ПМС или, по крайней мере, они уверены в его существовании, и женщины сообщают свои симптомы, исходя из этого ожидания. Антрополог Emily Martin утверждает, что ПМС — это культурный феномен, популярность которого увеличивается по принципу положительной обратной связи, и, таким образом, является социальной конструкцией, которая способствует выученной беспомощности и является удобным оправданием. Tavris говорит, что на ПМС слишком легко списывают объяснения причин ярости и печали. Решение о присвоении предменструальному дисфорическому расстройству статуса болезни было подвергнуто критике за необоснованную медикализацию.
Известный специалист в области анализа клинических исследований Петер Гётше отмечает, что, когда тестировали диагностические критерии ПМДР, обнаружили, что с их помощью невозможно отличить женщин с тяжёлыми предменструальными симптомами от здоровых женщин (и даже от мужчин). Он называет ПМДР «мнимой болезнью», которую напрасно отождествляют с депрессией, и указывает также на то, что маркировка женщин предменструальным дисфорическим расстройством может помешать им получить работу или опеку над своими детьми в случае развода.